# Pelliopsida
Die Pelliopsida sind eine Klasse von Lebermoosen. Sie umfasst nur 2 Ordnungen mit etwa 6 bis 8 Arten.

## Merkmale
Moose der Klasse Pelliopsida sind stämmchenlose und thallose (Ordnung Pelliales) oder beblätterte (Ordnung Noterocladales) Pflanzen. Antheridien sind auf der Oberseite des Thallus eingesenkt. Die kugeligen Sporenkapseln öffnen sich mit vier (sechs) Klappen. Sporen sind vielzellig.

## Systematik
Nach der Systematik von Frey et al. umfasst die Klasse zwei Ordnungen:
- Noterocladales, 1–2 Arten mit Vorkommen in Amerika und auf Inseln des Südatlantik
- Pelliales, 5–6 Arten, verbreitet in der Holarktis